# Turn- und Sportverein Jona
Il Turn- und Sportverein Jona è una società pallavolistica maschile svizzera con sede a Jona: milita nel campionato svizzero di Lega Nazionale A.

## Storia
Il Turn- und Sportverein Jona viene fondato nel 1981. Fa le sue prime apparizioni in Lega Nazionale A sul finire degli anni ottanta e a cavallo degli anni novanta. Tornato in massima divisione nel 2014, si aggiudica il primo titolo della propria storia conquistando la Coppa di Svizzera 2020-21, seguita dalla conquista della Supercoppa svizzera 2021.

## Rosa 2017-2018
| N° | Nome              | Ruolo | Data di nascita   | Nazionalità sportiva |
| -- | ----------------- | ----- | ----------------- | -------------------- |
| 1  | Lars Bischof      | L     | 1º settembre 1996 | Svizzera             |
| 2  | Kilian Kasper     | S     | 2 marzo 1997      | Svizzera             |
| 4  | Gian Reto Riedi   | S     | 12 giugno 1992    | Svizzera             |
| 5  | Valentino Rohr    | L     | 1º settembre 1996 | Svizzera             |
| 6  | Denis Milanez     | P     | 15 maggio 1973    | Brasile              |
| 8  | Adam Záhorský     | S     | 19 febbraio 1991  | Rep. Ceca            |
| 10 | Mitchell Beal     | O     | 2 novembre 1992   | Stati Uniti          |
| 11 | Luca Beeler       | S     | 28 dicembre 1994  | Svizzera             |
| 12 | Jérémy Tomassetti | P     | 14 ottobre 1992   | Svizzera             |
| 14 | Joel Maag         | C     | 20 giugno 1998    | Svizzera             |
| 16 | Florian Heidrich  | C     | 14 febbraio 1990  | Svizzera             |
| 18 | Moritz Bolli      | C     | 10 aprile 1990    | Svizzera             |

## Palmarès
- Coppa di Svizzera: 1

2020-21
- Supercoppa svizzera: 1

2021